# 2024年努塞拉特救援行动
努塞拉特救援行动（原代號為「夏季種子行動」，後來更名為「阿農行動」 ），是指2024年6月8日，以色列國境警察特勤隊、辛貝特和以色列國防軍在美国支持下於努塞拉特难民营展開的救援行動，目的是救出在2023年哈馬斯襲擊以色列的雷姆音樂節大屠殺中被綁架的以色列人質。
以方從努塞拉特的兩棟多層住宅公寓大樓中救出4名以色列人質，這四名人質分別是諾亞·阿加馬尼、什洛米·齐夫、阿尔莫格·梅尔·扬和安德烈·科兹洛夫，他們被隸屬哈馬斯的加沙平民扣押，並由哈馬斯武裝分子看守。
這4名人質均未受伤。以色列國防軍聲稱，其中一名劫持者是《巴勒斯坦紀事報》記者阿卜杜拉·阿爾賈邁勒，他在其家中被以軍所殺。一名以色列國境警察特勤隊军官阿農·茲莫拉在行动中受重伤，随后其因伤势过重死亡。哈馬斯聲稱，另外有3名人質被殺，其中包括1名美國公民。
據報導指，以色列在營救人質期間攻擊難民營，造成大量巴勒斯坦平民傷亡，死亡人數存在爭議。加沙地帶政府表示，此次行动导致努塞拉特难民营境內至少274名巴勒斯坦人死亡，其中包括妇女和儿童，698人受伤，營救行動也造成另外3名人质死亡。然而，加沙衛生部在其統計數據中並不區分平民和戰鬥人員，也不說明他們是如何或由誰被殺害。而以色列国防军声称只有不到100名巴勒斯坦人被杀。行動結束後，哈馬斯發言人阿布·烏拜達表示，此次行動將導致以色列人質面臨更大的威脅。

## 背景
2023年10月7日，哈馬斯對以色列發動襲擊。在該襲擊中，其他巴勒斯坦武裝組織也參與其中，數千枚火箭彈射向以色列，約3000名來自加沙地帶的武裝分子入侵數十個以色列基布茲和軍事設施，並在基布茲和雷姆音樂節屠殺數百名平民。哈馬斯、巴勒斯坦伊斯蘭聖戰組織和其他巴勒斯坦武裝組織綁架數百名以色列人，包括平民和士兵。該襲擊導致以色列—哈馬斯戰爭爆發。
努塞拉特難民營是一個由聯合國近東巴勒斯坦難民救濟和工程處管理的長期難民營，位於加沙地帶中部的代爾拜萊赫。該難民營在以色列—哈馬斯戰爭期間多次遭到轟炸，造成超過一百名巴勒斯坦人死亡。最近一次襲擊發生在救援行動的前幾天，以色列國防軍襲擊營地中的聯合國近東巴勒斯坦難民救濟和工程處所營運的學校，導致至少33人死亡，死者其中包括哈馬斯努赫巴部隊和巴勒斯坦伊斯蘭聖戰組織的武裝分子。
這次行動是以色列國防軍自戰爭開始以來進行的第三次已知的人質救援行動。以色列國防軍下士奧里·梅吉迪什於2023年10月在加沙地帶北部被救出，另外兩名男性人質於2024年2月在拉法南部被救出。此外，在戰爭期間，戰爭雙方都有交換以色列人質和巴勒斯坦囚犯。

### 人質
所有被營救的人質都曾被從雷姆音樂節中被綁架，其身份確認為諾亞·阿加馬尼（26歲）、阿爾莫格·梅厄·揚（22歲）、安德烈·科茲洛夫（27歲）和什洛米·齊夫（41歲）。阿加馬尼和梅厄·揚是音樂節的參加者，科茲洛夫是來自俄羅斯的新移民，而齊夫則是音樂節的保安。

阿加馬尼在哈馬斯所發佈的屠殺初期記錄影片中被拍攝到。她在片段中被押上一輛摩托車，其大喊「不要殺我！」她將雙臂伸向她的男朋友阿維納森·奧爾，他同樣也被綁架。這段影片成為人質危機的象徵，而阿加馬尼被形容為「雷姆音樂節人質的代表」。阿加馬尼的家人從她出現在哈馬斯於2024年1月發佈的影片中得知她仍存活。

## 營救
以色列國防軍表示，他們與辛貝特和以色列警方合作，成功營救4名以色列人質。後來報導指出，這次行動得到美國和英國的情報支持。這次行動經過數週策劃，並在情報機會出現後實施。據沙特阿拉伯媒體報導指，一些特種部隊成員乘坐車頂放有床墊的車輛進入難民營，偽裝成逃離拉法的巴勒斯坦難民。據稱他們告訴當地人他們是在逃離以色列對拉法的襲擊，而其他巴勒斯坦當地人則聲稱其他部隊是乘坐人道救援卡車進入。然而，拜登政府的一名高級官員聲稱，以軍並沒有使用人道援助卡車。
這次行動於上午11點左右開始，以色列國境警察特勤隊及辛貝特隊員突襲努塞拉特中部相距約200米的兩棟多層建築物，據報導指，人質被關押在兩戶家庭中。人質被綁架期間，其被囚禁在平民環境中，由武裝分子看守，以色列國防軍稱這是綁架者有意為之。據報導指，女性人質阿加馬尼被單獨囚禁，而3名男性人質則在8個月囚禁期間一直在一起。他們都沒有被囚禁在哈馬斯的隧道網絡中。
以色列國防軍聲稱，在營救時，3名男性人質被發現囚禁在艾哈邁德·賈邁勒的家中。他的兒子阿卜杜拉·賈邁勒是一名自由記者，也在家中。半島電視台對以色列國防軍的指控提出質疑，稱阿卜杜拉·賈邁勒只是曾為其網站撰寫一篇觀點文章，但與該網絡沒有其他聯繫。阿卜杜拉·賈邁勒也曾為總部設在美國的非營利性網絡出版物《巴勒斯坦紀事報》撰稿。與以色列外交部有聯繫的社交媒體帳戶稱阿卜杜拉·賈邁勒也是巴勒斯坦勞工部的發言人。歐洲—地中海人權監察組織主席拉米·阿卜杜報告稱，艾哈邁德·賈邁勒、阿卜杜拉·賈邁勒及其妻子在以色列軍隊利用梯子突襲房屋後全數被殺。在解救3名男性人質期間，據報導指發生激烈的槍戰，以色列國境警察特勤隊兼營救小組指揮官之一的阿農·茲莫拉總督察在此次行動中受重傷。行動期間，南方司令部和空軍表示他們與哈馬斯武裝分子交火。以色列國防軍發言人表示，其部隊在建築物內及從加沙撤離時遭到槍擊。
難民營中一名目擊者報告稱，突然發生一場「瘋狂的轟炸」，而另一名目擊者則稱襲擊發生時人們正在睡覺。目擊者報告稱，整個住宅區被夷為平地。一名曾在市場的目擊者稱，大約有150枚火箭在不到10分鐘的時間內落在市場及周圍地區。根據難民營居民和醫護人員的說法，這次襲擊感覺像是一部「恐怖電影」，以色列的無人機和戰機整夜隨機掃射人們的家和試圖逃離該地區的人。據報導指，在襲擊後，據稱社交媒體上的影片顯示被攻擊後內臟四溢的屍體橫陳在血跡斑斑的街道上，盡管路透社無法立即證實這些影像。其餘的影像顯示，巴勒斯坦人在市場區躲避導彈和槍擊。
3名男性人質成功獲解救，但其乘坐的車輛受到火力攻擊而陷入困境，需要額外的部隊前來救援。隨後他們被帶到沿岸向南的一個著陸點，然後被空運到以色列。該3名人質都沒有受傷，並被轉移到示巴醫療中心。《以色列時報》報導指人質在囚禁期間營養不良，經常遭到毆打。
當網絡上流傳以色列撤離人質時的影像中出現美國軍事裝備，美國被指控使用其用於向加沙提供援助的浮動碼頭協助這次行動，但美國對此予以否認。

## 空襲
據報導指，在以軍使用車輛將三名男性人質撤退時車輛故障，以軍隨即呼叫支援，展開「海陸空強力攻勢」。許多當地居民，包括兒童在內，在該空襲中喪生。無國界醫生在代爾拜萊赫的舒哈達阿克薩醫院附近工作，根據他們的聲明，「密集居住區域被轟炸後，接連出現大規模傷亡。這超出任何一個正常運作的醫院能應付的範圍，更何況我們這裡資源稀缺。」努塞拉特的阿爾阿瓦達醫院也因人員傷亡而不堪重負，「許多兒童躺在走廊裡。」據目擊者和影片資料顯示，襲擊摧毀「整個難民營的公寓樓。」聯合國人權辦公室表示，以色列軍隊和巴勒斯坦武裝組織都可能犯有戰爭罪，指出前者可能「違反比例原則、區分原則和預防規則」，而後者則「在密集居住區域劫持人質」。

## 傷亡
這場營救行動導致的屠殺所造成之死傷人數引起爭議。加沙衛生部當天聲稱，遇難者「已上升至210名沙希德，超過400人受傷。」但當天稍晚時數字更新為274名巴勒斯坦人在行動中喪生，約700人受傷。無國界醫生的兒科加護病房醫生坦妮亞·哈吉·哈桑形容事件是「徹底血洗」，109名巴勒斯坦人（包括23名兒童和11名婦女）及100多名受傷者被送至舒哈達阿克薩醫院。另外100人在襲擊中喪生的人被送往阿爾阿瓦達醫院。加沙衛生部在統計中未區分平民和戰鬥人員，也未說明死者的死因及被誰殺害。
據以色列國防軍稱，哈馬斯付錢給巴勒斯坦家庭，讓他們把人質扣在其家中，這可能是造成大量傷亡的原因。此外，當以色列國防軍特種部隊試圖解救人質時，他們遭遇大規模交火，據報導指，數十名武裝分子使用火箭彈發射器和機槍攻擊特種部隊，迫使空軍進行防禦性空襲，可能是造成平民傷亡的原因。
這次行動也導致以色列以色列國境警察特勤隊總督察阿農·茲莫拉死亡，該行動的代號隨後改為「阿農行動」以紀念他。
根據哈馬斯發言人阿布·烏拜達的說法，此次行動導致其他以色列人質喪生，但以色列國防軍發言人彼得·勒納則否認此說法。行動結束後的第二天，哈馬斯武裝份子在其Telegram頻道上上傳了一段影片，顯示據稱在營救行動中3名被殺人質的屍體，屍體無法識別身份。

## 後續
阿加馬尼與父親團聚後被送往示巴醫療中心與她正在接受腦癌治療的母親重逢。她的父親告訴記者「今天是我的生日，我收到了一份多麼好的禮物 。」以色列總理本雅明·內塔尼亞胡在與阿加馬尼通電話時表示：「我們從未放棄你 。」據報道指，阿加馬尼聲稱在被囚禁的八個月內，她被關進四間不同的公寓裡，在最後一個地方，其住戶讓她洗碗。《Ynet》報道稱，她有時可以掌握基本食材做飯。
示巴醫療中心的醫生伊泰·佩薩赫形容人質：「有些時候，他們幾乎沒有食物。有些時候情況好一些，但總的來說，心理壓力、營養不良或缺乏足夠和適當的食物、醫療忽視、空間限制、看不到陽光和其他因素對健康有重大影響。」
一名阿拉伯裔以色列女演員兼電視主持人拉馬·塔圖爾在Instagram上評論阿加馬尼的外貌和健康狀況「這就是一個女孩被囚禁九個月後的樣子？」，說她的眉毛看起來「比我的還好！」。這名電視主持人因此被解僱。
以色列戰時內閣成員本尼·甘茨原定於當晚舉行的新聞發佈會被推遲，這恰逢如內塔尼亞胡不提出新的戰爭計劃，他就辭職的最後期限。次日，他宣佈辭職。
一段顯示以色列國防軍直升機從海灘起飛並有美國軍隊所建造的浮動碼頭背景之影片在6月8日流傳後，該碼頭被指控用於以色列國防軍的行動。兩名美國官員回應稱，該碼頭僅用於人道援助，直升機用於將人質送回以色列，並在碼頭南邊而非在封鎖區內降落。

## 反應

### 以巴雙方
- 哈馬斯：哈馬斯在6月8日發佈新聞稿，稱以色列國防軍的行動是「對無辜平民的可怕屠殺[30]。」哈馬斯領導人伊斯梅爾·哈尼亞表示：「抵抗將繼續」，並強調：「如果佔領者認為可以用武力強加其意志，實屬妄想。」哈馬斯軍事部門發言人阿布·奧貝達稱，「這次行動將對敵囚構成重大威脅，並對他們的狀況和性命產生負面影響[22]。」

- 巴勒斯坦：巴勒斯坦總統馬哈茂德·阿巴斯將這次營救行動稱為「屠殺」[68][69]。行動次日，阿巴斯指示巴勒斯坦駐聯合國特使請求聯合國安理會召開緊急會議，以討論行動的影響和造成的死亡[70]。

- 以色列：以色列總理本雅明·內塔尼亞胡表示：「我們承諾將來也會這樣做。我們不會停止，直到完成任務並帶回所有人質——無論生死[71]。」以色列國防部部長約阿夫·加蘭特說，這次行動「計劃周密，大膽執行，成效卓著[72]。」
  - 被扣押人質的家屬在得知營救行動後，再次呼籲停火。一名人質的兒媳說：「人質沒有這樣的時間。我們不能通過行動解救所有人，我們必須尋求能挽救生命的協議[62]。」人質和失蹤家庭論壇的一名健康小組成員表示，這樣的行動無法帶回所有剩餘的人質（無論是死者的還是仍存活者）的方法，而重點應該是停火[48]。

### 國際
- 阿根廷：阿根廷總統哈維爾·米萊在Twitter上慶祝四名人質獲釋，並發佈推文說：「自由萬歲，該死的[73]！」

- 奥地利：奧地利總理卡爾·內哈默表示「非常寬慰」，但強調「仍有太多人質被哈馬斯殘酷扣押。他們都應立即獲釋。」他還承諾將繼續盡「一切努力」以確保擁有奧地利國籍的人質塔爾·肖漢姆獲釋[74]。

- 埃及：該國譴責殺害平民，稱以色列為「公然違反所有國際法規則」[75]。

- 法國：法國總統埃马纽埃尔·马克龙讚揚人質救援行動，並呼籲對加沙戰爭達成持久的政治解決方案[76]。

- 德国：德國總理奧拉夫·朔爾茨表示，人質的救援是「重要的希望信號」，並補充說「四名人質現在獲釋。哈馬斯必須最終釋放所有人質。戰爭必須結束[77]。」

- 印度尼西亞：該國譴責以色列在加沙，包括在努塞拉特難民營的「重蹈覆轍的暴行」，並呼籲立即停火[78]。

- 约旦：該國譴責殺害平民，並呼籲「國際社會，尤其是安理會，立即採取緊急行動，制止以色列在加沙的戰爭罪行[79]。」

- 科威特：該國譴責殺害平民，稱其為「令人髮指的罪行」[80]。

- 挪威：挪威外交部副部長安德烈亞斯·莫茨菲爾德·克拉維克譴責對平民的襲擊，並呼籲釋放所有人質[79]。

- 波蘭：波蘭外交部部長拉多斯瓦夫·西科爾斯基寫道：「好樣的，以色列國防軍。願所有人質回家，願以色列和巴勒斯坦之間有公正的和平[81]。」

- 土耳其：該國譴責殺害平民，稱其為「野蠻襲擊」[82]。

- 英国：英國首相辛偉誠寫道：「看到人質在經歷難以想象的苦難後回到家人身邊，這是極大的寬慰和感動。我們將繼續努力結束戰鬥，確保所有人的安全和保障[83]。」

- 美国：美國總統喬·拜登讚揚人質的救援行動，並承諾「不會停止努力，直到所有人質獲釋」[84][74]。

### 組織
- 联合国：聯合國秘書長安東尼奧·古特雷斯表示，他已經向被解救的人質諾亞·阿加馬尼和沙洛米·齊夫的家人發送信息，表達他對「他們和另外兩名人質獲釋的寬慰」。古特雷斯補充說：「我再次呼籲立即無條件釋放所有人質，並結束這場戰爭[85]。」巴勒斯坦被佔領土問題特別報告員弗朗西斯卡·阿爾巴內塞指責以色列「將種族滅絕的意圖付諸行動」[85]。聯合國住房權利特別報告員巴拉克里希南·拉賈戈帕爾說：「那些慶祝四名以色列人質獲釋而對數百名被殺的巴勒斯坦人和數千名被以色列任意拘留的人隻字不提的國家，已經失去了道德信譽，不應在任何聯合國人權機構中佔有一席之地[85]。」

- 欧洲联盟：歐盟高級外交官何塞普·博雷利譴責在努塞拉特難民營營救行動所造成的傷亡，稱其為「又一次對平民的屠殺」。他還呼籲停火並釋放所有剩餘人質[86]。

- 真主党：獲伊朗支持的真主黨對以色列北部發動襲擊以回應這次行動，聲明：「這次襲擊是為支持我們在加沙地帶堅定的巴勒斯坦人民和他們英勇且光榮之抗爭，並回應以色列敵人的襲擊[87]。」

- 海合会：海灣合作委員會秘書長賈西姆·穆罕默德·阿爾布代維形容這次行動為「針對手無寸鐵的平民的恐怖罪行，前所未有的野蠻行為[88]。」

## 另見
- 營救奧里·梅吉迪什
- 金手行動
- 恩德培行動